# Orlando City SC (2010)
Orlando City Soccer Club was een Amerikaanse voetbalclub uit Orlando (Florida).
De club werd in maart 2010 opgericht en speelde in 2011 voor het eerst in de American Division van de USL Pro. Orlando City SC is ontstaan uit de verhuizing van de organisatie achter Austin Aztex FC van Austin (Texas) naar Orlando. De coach en een groot deel van het elftal zijn afkomstig van de Aztex. De bijnaam Lions is een verwijzing naar eerdere clubs uit Orlando en met namen naar de Orlando Lions. De club heeft als doelstelling om binnen drie tot vijf jaar uit te komen in de Major League Soccer. In het eerste seizoen won de club direct de USL Pro door in de finale van de playoff Harrisburg City Islanders na penalty's te verslaan. Na het reguliere seizoen stond de club in 2011, 2012 en 2014 eerste. In 2013 was de club toen tweede maar won wel de playoffs en werd kampioen. Na het seizoen 2014 werd de club opgeheven ten faveure van de in 2013 gestarte gelijknamige club van dezelfde eigenaren die vanaf 2015 in de Major League Soccer (MLS) ging spelen. De USL-licentie werd overgedaan aan Louisville City FC wat een samenwerking aanging met de nieuwe MLS-club.

## Erelijst
- USL Pro Trophy

Winnaar:  2011, 2013 (2x)
- Commissioner's Cup

Winnaar: 2011, 2012, 2014 (3x)